# Roderick Muscat
Roderick Muscat (Mosta, 9 juli 1986) is een Maltees voormalig professioneel wielrenner. Hij reed korte tijd voor Willems Verandas. 
In 2005 was hij Maltees kampioen op de weg bij de elite, een jaar eerder was hij nationaal kampioen bij de junioren.

## Belangrijkste overwinningen
2004
- Maltees kampioen op de weg, Junioren

2005
- Maltees kampioen op de weg, Elite
- Tijdrijden op de Spelen van de Kleine Staten van Europa

2009
- Liedekerkse Pijl

Brochard · Crowin · Delfosse · Desmet · Dony · Fontaine · Godfroid · Gourgue · Herinne · Ista · Kirch · Lernould · Mattozza · Muscat · M.Polazzi · F.Polazzi · Robijns · Roossens · Streel
Baïolet · Bille · Collaers · Criquielion · Degand · Habeaux · Kuyckx · Muscat · Paquet · Pardini · Pratte · Van den Houte · van Dijk · Van Hoecke · Van Melsen · Vangenechten · Vanlandschoot · Zingle · Stenuit (stagiair)